# Croton anosiravensis
Espèce
Croton anosiravensis est une espèce de plantes à fleurs du genre Croton et de la famille des Euphorbiaceae, présente à Madagascar.